# كريس درابر
كريس درابر (بالإنجليزية: Chris Draper)‏ هو ربان ‏ بريطاني، ولد في 20 مارس 1978 في شفيلد في المملكة المتحدة.

## وصلات خارجية
- كريس درابر على موقع الاتحاد الدولي للملاحة الشراعية (موقع جديد) (الإنجليزية)
- كريس درابر على موقع الاتحاد الدولي للملاحة الشراعية (موقع قديم) (الإنجليزية)
- كريس درابر على موقع اللجنة الأولمبية الدولية (الإنجليزية)
- كريس درابر على موقع أوليمبيديا (الإنجليزية)
- كريس درابر على موقع اللجنة الأولمبية البريطانية (الإنجليزية)